# Corydalis kusnetzovii
Corydalis kusnetzovii là một loài thực vật có hoa trong họ Anh túc. Loài này được Khokhr. mô tả khoa học đầu tiên năm 1964.